# KamAZ-65225
KamAZ-65225 est un camion lourd, tracteur 6×6 de semi-remorques, présenté par le constructeur russe KamAZ en 2004 lors de la foire de Moscou. Il est difficile de savoir quand sa production a réellement commencé. Les exemplaires les plus anciens recensés datent de 2005. 

## Histoire

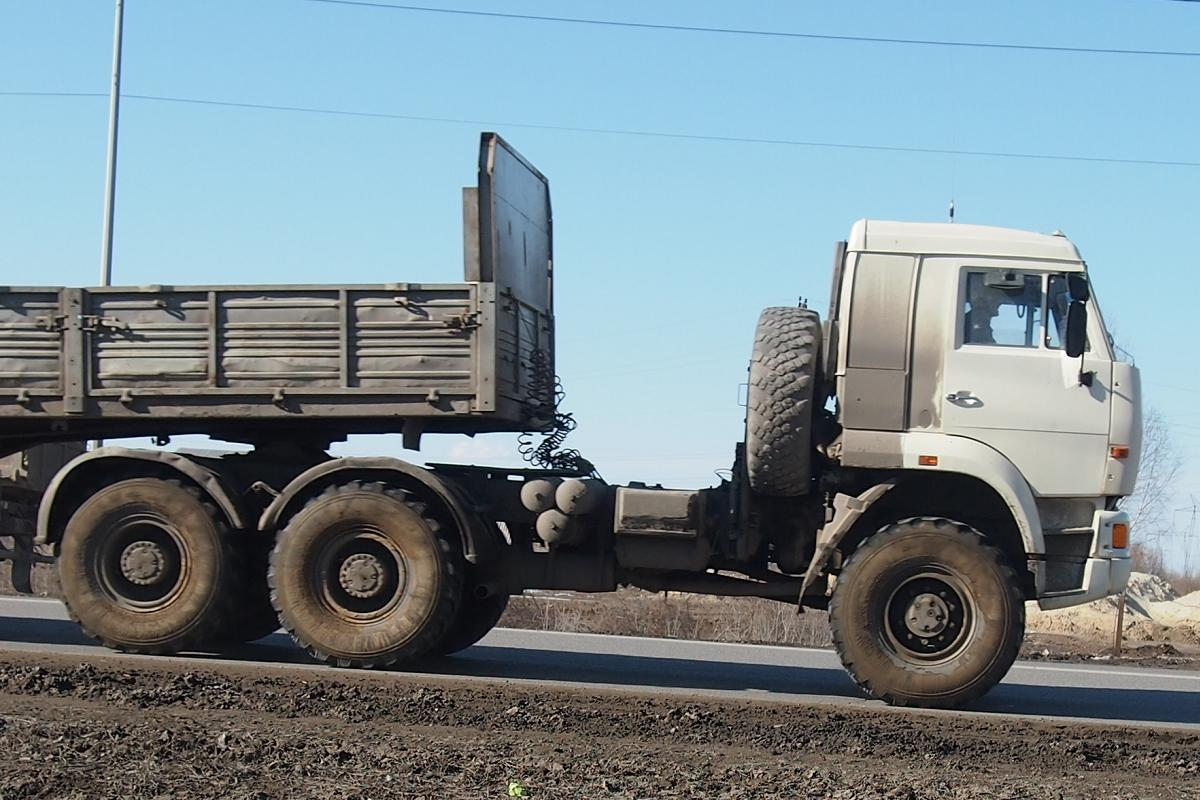
Vue latérale du KamAZ-65225 civil (2014)

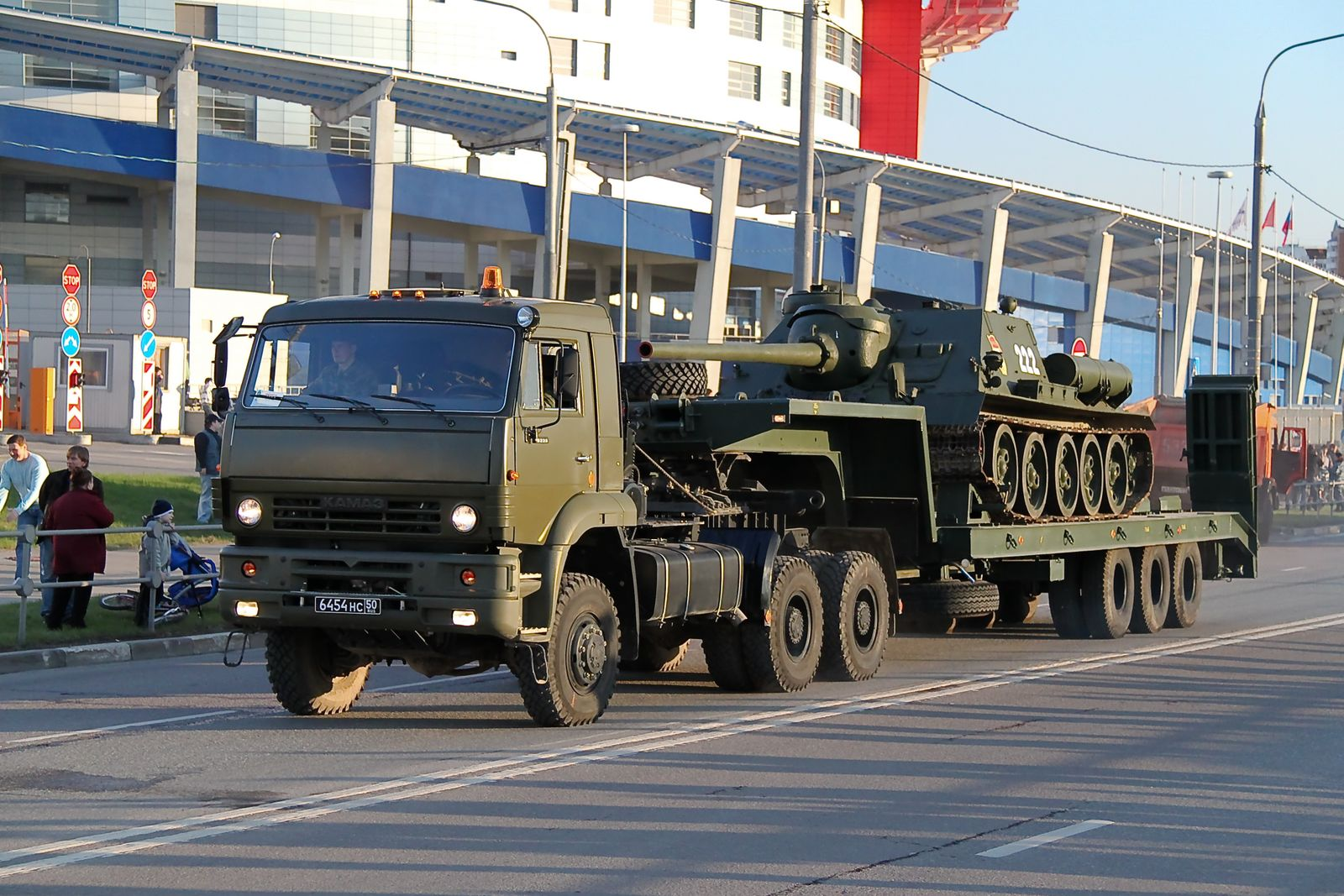
KamAZ-65225 de l'armée russe à Moscou en transporteur de char avec un SU-85 (2010)

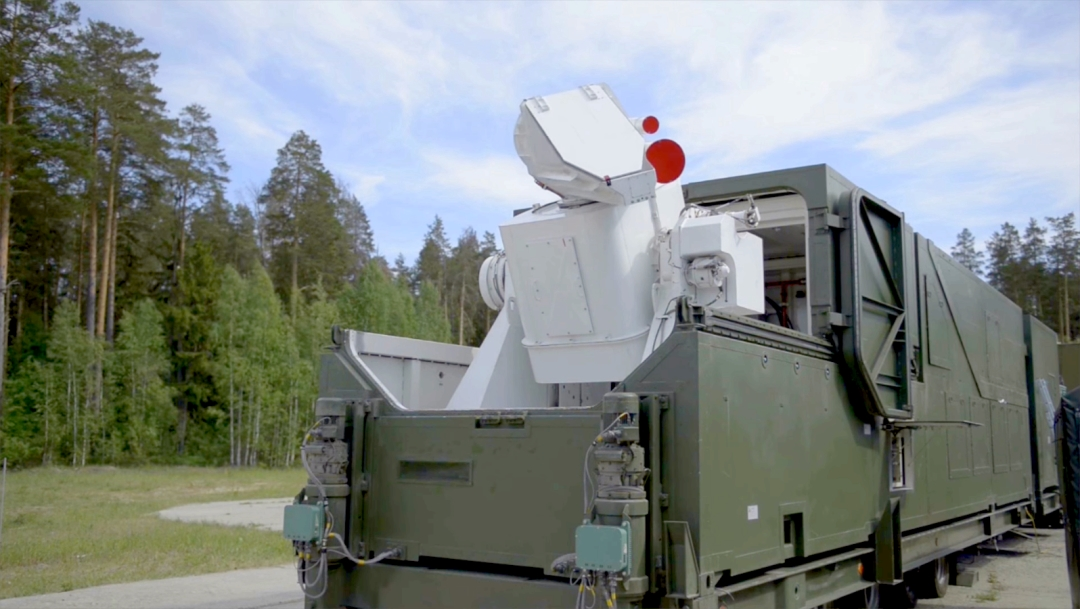
Configuration de combat du Peresvet (laser)

Ce véhicule 6x6 a été conçu sur la base du KamAZ-6522 (de). Il existe en version civile et militaire.
Le KamAZ 65225 est homologué pour tracter des semi-remorques avec des charges exceptionnelles atteignant un poids total (PTRA - poids total roulant autorisé) de 75 tonnes. 
Ce véhicule est essentiellement destiné à un usage militaire.
Le moteur, de production KAMAZ, est un classique moteur diesel de presque 12 litres de cylindrée comportant huit cylindres et développant une puissance relativement modeste de 294 kW / 400 ch. Le couple maximal est de 1 766 Nm. La boîte de vitesses manuelle ZF 16S1820 dispose de 8 rapports avec un réducteur. 
La version militaire est essentiellement utilisée par l'armée russe pour le transport de chars.

## Version porteur 65224

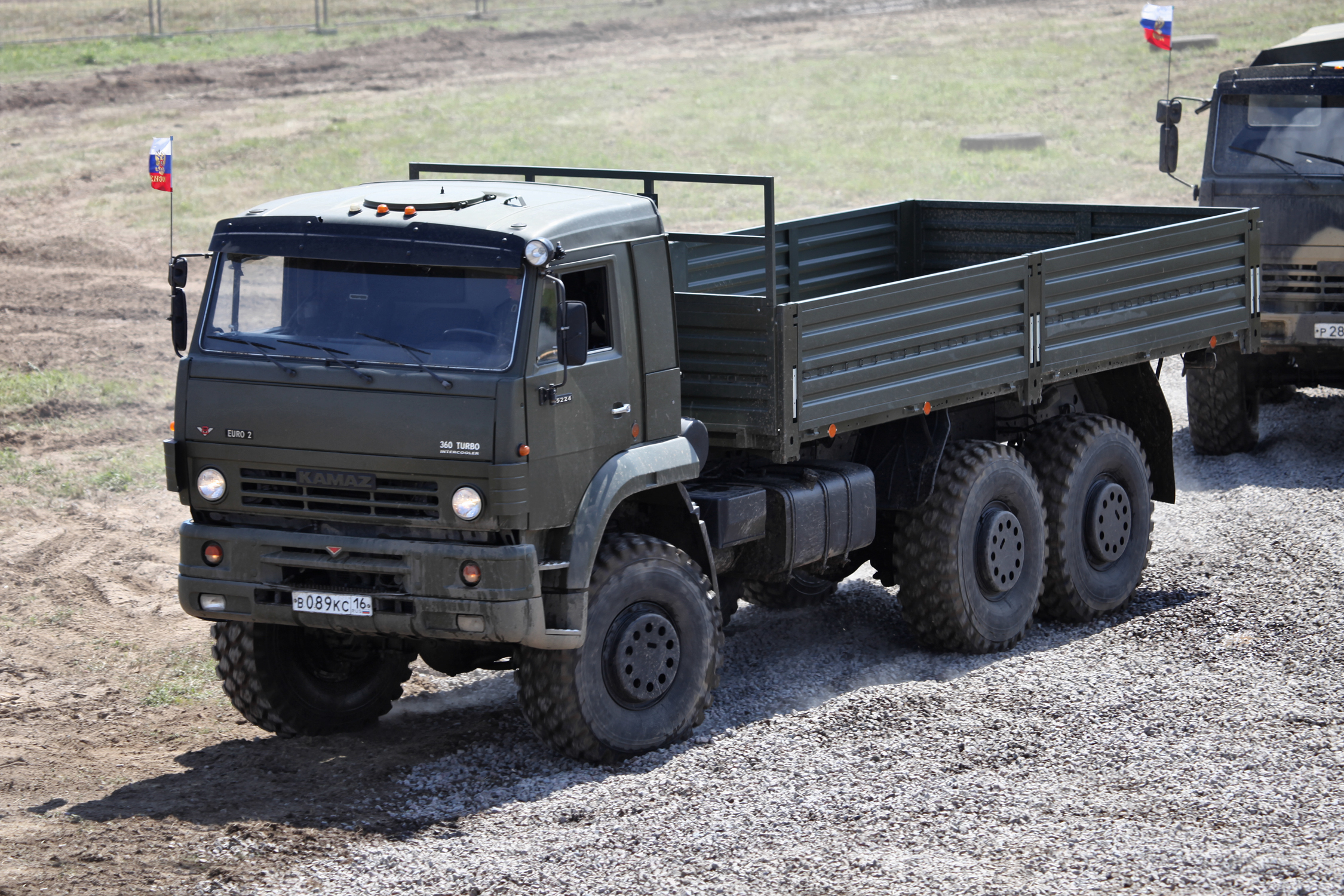
Camion KamAZ 65224 porteur 6x4

Le constructeur russe propose également un dérivé porteur 6×6 en version civile et militaire baptisée KamAZ 65224.

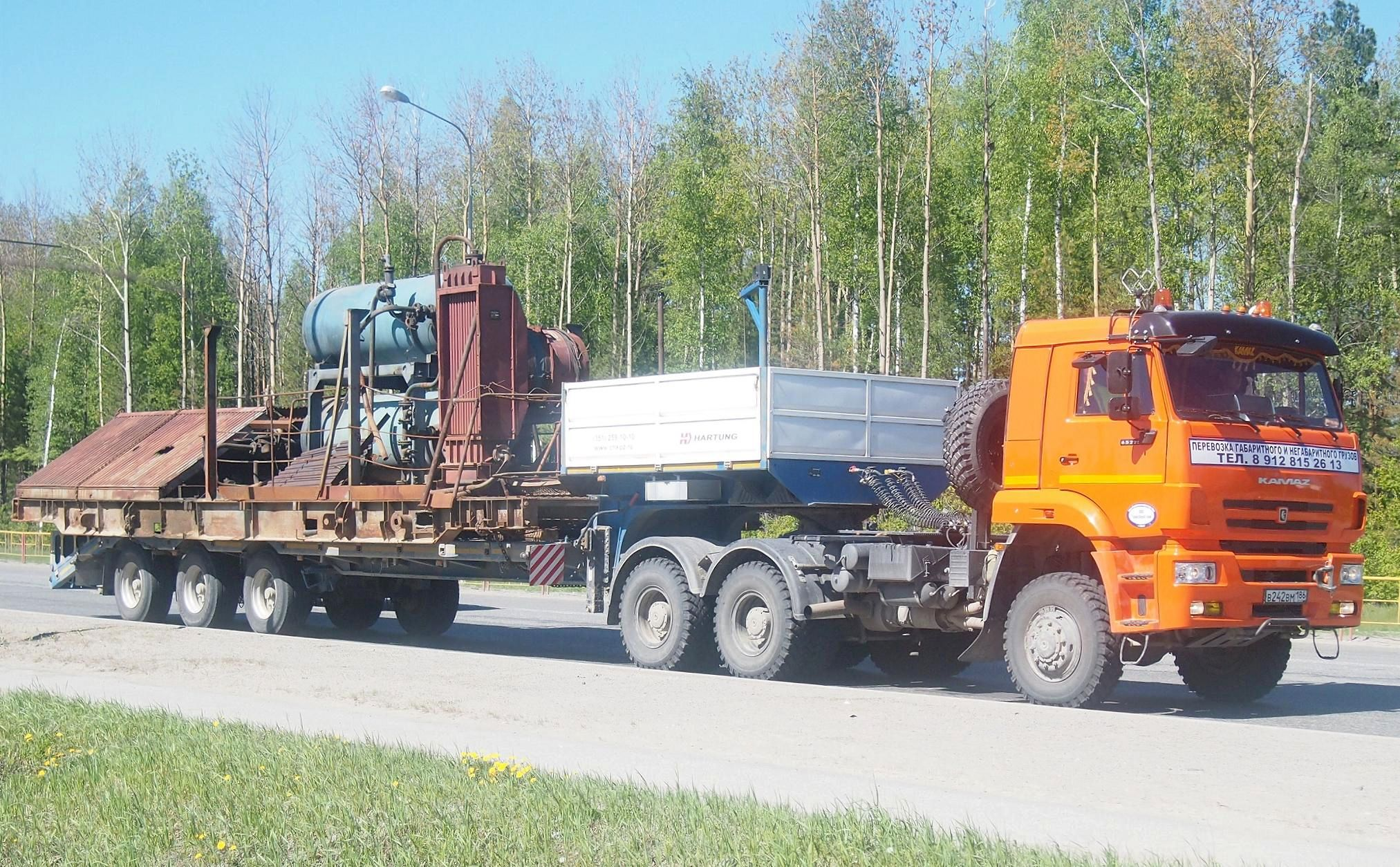
KamAZ-65225 en transporteur civil (2015)